# Orties (groupe)
Pour les articles homonymes, voir Orties.
Orties est un groupe musical de hip-hop français, originaire de Bures-sur-Yvette, dans l'Essonne. Il est formé par des sœurs jumelles, Antha et Kincy. Le groupe se sépare à la fin de l'année 2016.

## Biographie
Originaire de Bures-sur-Yvette, dans l'Essonne, les deux sœurs, âgées de 15 ans, forment le groupe Orties, en référence aux Fleurs du mal de Baudelaire. Le duo sera d'abord une formation rock gothique où Antha chante et Kincy joue de la guitare. Plus tard seulement, celles-ci évoluent dans un style rap, qu'elles qualifieront de « nouvelle chanson française » ou « chanson française contemporaine ». Elles enregistrent alors leurs premières démos chez Mickey Mossman du groupe de rap français Démocrates D. S'ensuit en 2009 une collaboration avec le rappeur Alkpote sur le titre Avale, le clip accumule 200 000 vues sur internet. En octobre 2010, ce sera la sortie de leur premier EP, La Boum, en format numérique chez Believe. Antha, alors étudiante aux Beaux-Arts de Paris, et Kincy, qui étudie le montage vidéo, abreuvent Internet de leurs vidéos personnelles, entre freestyle rap et art vidéo. Elles sortent notamment en juin 2011, le clip de Plus putes que toutes les putes, produit par Butter Bullets, et réalisé par Pascal Jaubert.
En juin 2012, sort, en téléchargement gratuit et sous format K7 sur le label de Los Angeles, Living Tapes, leur premier album, Sextape, intégralement auto-financé. Orties affirment leur soutien au Pussy Riot et sont choisis pour jouer sur scène le 17 août 2012 lors de la manifestation de soutien aux Pussy Riot à Beaubourg (Paris),. Dev Hynes de Blood Orange s'intéresse au groupe et leur produit quelques démos. Nuun Records leur propose d'éditer Sextape, qui sort dans les bacs en février 2013. Pour la sortie de ce projet, Orties réalisent quelques dates à Paris, en Suisse et en Belgique, notamment un showcase privé au club Le Silencio, et un live au Nouveau Casino à Paris en première partie du rappeur américain Riff Raff. Plus putes que toutes les putes (Lecter remix) sera playlisté en juin 2013 dans l'Essential Mix de Skrillex , sur BBC Radio 1.
Les articles presse, web, radios, ne cessent alors de créer des polémiques entre amour ou haine,,,,,. En février 2013, le Elle d'or leur est décerné par le DailyElle, du magazine Elle. Août 2013, Orties rencontre Gaspar Noé pour une série de photos dans le magazine Lui. Décembre 2013, elles figurent parmi « Les 100 qui ont fait 2013 » dans le magazine Technikart. Le morceau Paris Pourri, inspiré de Paris du groupe Taxi Girl, leur permet de se connecter avec Mirwais. Les deux sœurs  collaboreront avec ce dernier pendant plus de 3 ans. Le titre Thug Tropic sort en novembre 2013 sur la compilation Les Inrocks Lab Vol.2. En juin 2016, elles dévoilent Sexedroguehorreur, extrait de leur nouvel à paraître, composé cette fois-ci par Kincy et produit par Mirwais. Sans maison de disque et après un « clash » avec Mirwais, le 20 décembre 2016, un message publié sur les réseaux sociaux annonce la fin du « projet Orties ».
Orties figurent en featuring sur l'album de Christophe, Les Vestiges du chaos, sorti le 8 avril 2016, sur la chanson Mes nuits blanches. On peut entendre le titre Plus Putes que Toutes Les Putes dans une scène du film Grave de Julia Ducournau, sorti en mars 2017.
Le 22 août 2018 paraît Silence, radieux, le premier roman de Kincy, qu'elle signe sous le nom de plume d'Alexandra Dezzi ,.
Elle sort un deuxième roman en août 2020 nommé La colère, aux Éditions Stock.
Le 13 décembre 2019, Antha sort son premier album solo, Spleen.
En 2023, Alexandra Dezzi s'auto-baptise EREX pour son projet musical solo à venir, Le soleil noir, reprise de Barbara, cyber chanson rap, en est le premier extrait. 

## Discographie

### Compilations
- 2013 : Thug Tropic, compilation Les Inrocks Lab Vol. 2
- 2014 : Donald Thug, compilation Dans Ma Ride Vol. 1

## Clips
- 2009 : Avale feat. Alkpote, réalisé par Néochrome
- 2010 : Qui t'as dit
- 2010 : Cannibales, réalisé par Jodel Saint-Marc
- 2010 : La Boum, réalisé par Jodel Saint-Marc
- 2011 : Gun Roz, réalisé par Orties
- 2011 : Plus putes que toutes les putes, réalisé par Pascal Jaubert
- 2011 : Judas (reprise en français de Lady Gaga), réalisé par Kevin El Amrani
- 2011 : NDE, réalisé par Orties
- 2012 : 06 31 77 64 34, réalisé par Orties
- 2012 : Soif de toi, réalisé par Pascal Jaubert
- 2012 : Orgasm in Paris, réalisé par Orties
- 2012 : Minimal Sentimental, réalisé par Orties
- 2013 : Cheval Blanc, réalisé par Systaime
- 2013 : Kincy Orties - Bruno, cover Vanessa de Doc Gyneco, réalisé par Orties
- 2013 : Antha Orties - Amy Winehouse est morte, réalisé par Orties
- 2013 : Paris Pourri, réalisé par Pascal Jaubert
- 2013 : Ghetto Goth, réalisé par Jodel Saint-Marc
- 2013 : Thug Tropic, réalisé par Kevin El Amrani
- 2016 : Sexedroguehorreur, réalisé par Jean Bocheux

## Cinéma
- 2016 : Amore Synthétique[37] (réalisé par Marcia Romano & Benoît Sabatier)